# Don McLean
Donald McLean, Jr. (nascut el 2 d'octubre de 1945 a New Rochelle, Nova York) és un cantautor estatunidenc. És conegut per l'àlbum del 1971 American Pie, que conté les cançons de renom "American Pie" i "Vincent".
L'avi i el pare de McLean també es deien Donald McLean. Els Buccis, la família per part de la mare de McLean, Elizabeth, venien d'Abruzzo, situat a Itàlia central. Van deixar Itàlia i es van instal·lar a Port Chester, Nova York a finals del segle xix. També té gran part de família a Los Angeles i Boston.